# 러시아 제국의 지방
러시아 제국은 여러 시대에 걸쳐 여러 지방으로 구성되었는데, 그 중 다음을 포함한다.
- 자파드니 지방
  - 세베로자파드니 지방
  - 유고자파드니 지방
- 투르케스탄 지방

## 같이 보기
- 러시아의 지방